# Clay Stanley
Clayton "Clay" Iona Stanley (Honolulu, 20 de janeiro de 1978) é um jogador de voleibol dos Estados Unidos da América. Compete pela seleção principal desde 2001 e foi convocado para duas edições de Jogos Olímpicos, a primeira em Atenas 2004. Em 2008 conquistou a medalha de ouro nos Jogos Olímpicos de 2008, em Pequim, onde foi eleito o principal jogador da competição.

## Carreira
Stanley é filho do também jogador de voleibol Jon Stanley, que participou da equipe sétima colocada nos Jogos Olímpicos de 1968, na Cidade do México. Porém iniciou no esporte relativamente tarde, aos 17 anos, já que na Kaiser High School não existia uma equipe masculina de voleibol.
Sua primeira aparição internacional foi em 2001 e dois anos depois já era eleito MVP do Campeonato da NORCECA. Em 2004 participou pela primeira vez dos Jogos Olímpicos, onde conquistou o quarto lugar em Atenas.
Em 2008 ajudou os Estados Unidos a conquistar a medalha de ouro no voleibol dos Jogos Olímpicos de Pequim, título que não era obtido desde 1988. Stanley recebeu os prêmios de melhor pontuador e melhor sacador da competição, além do título de Jogador Mais Valioso (MVP).